# Autalia limata
Autalia limata är en skalbaggsart som beskrevs av Volker Assing 2001. Autalia limata ingår i släktet Autalia och familjen kortvingar. Inga underarter finns listade i Catalogue of Life.